# Caledones

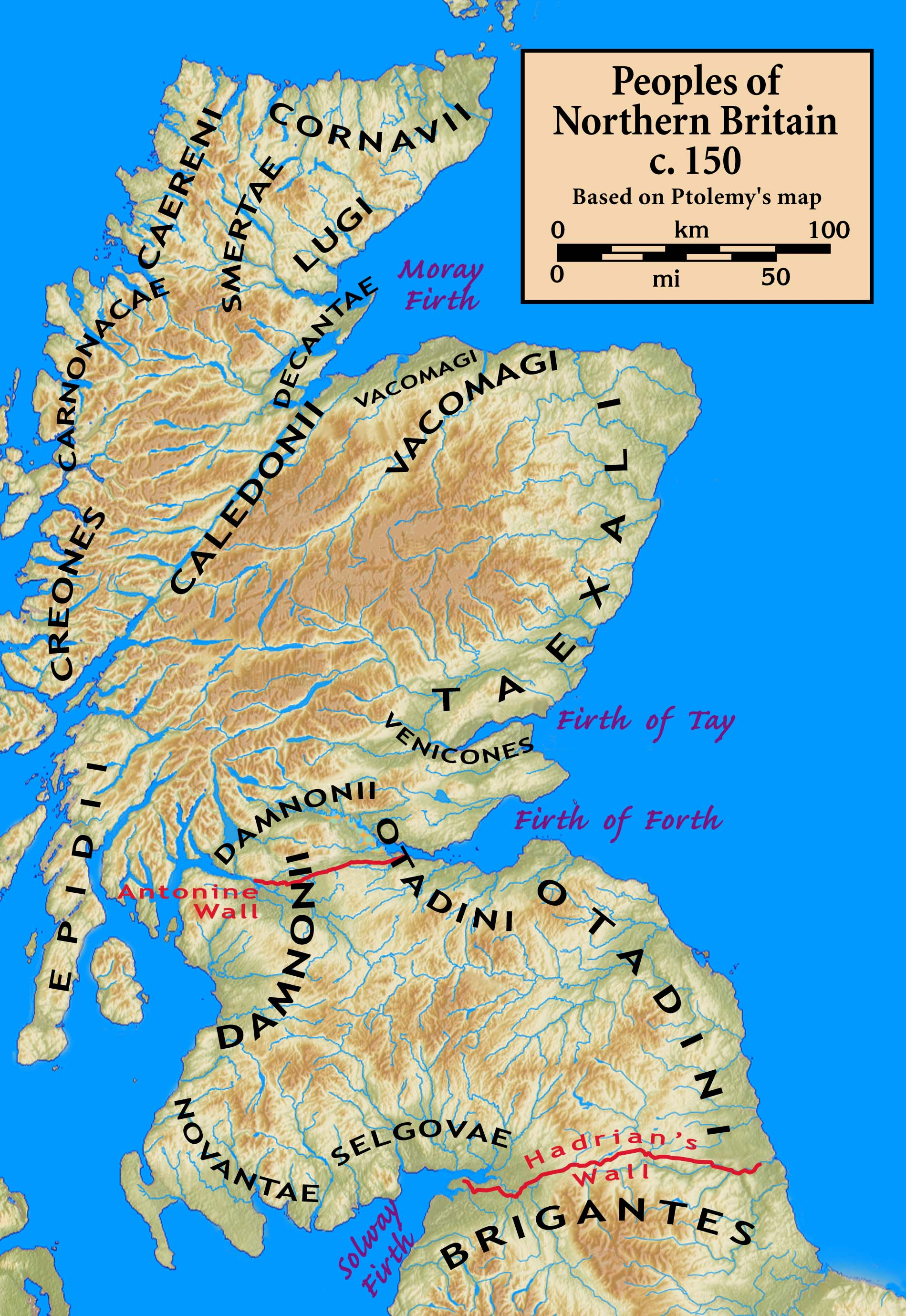
Volkeren van Noord-Brittannië volgens de kaart van Ptolemaeus.

De Caledones (Grieks: Καληδώνες), of Caledonische Confederatie, is een naam die historici gegeven hebben aan een groep inheemse volkeren die in het gebied dat nu Schotland is leefden tijdens de Britse ijzertijd en tijdens de Romeinse periode in Brittannië. De Romeinen noemden het gebied Caledonia en noemden de inwoners eerst Britten, maar later duidden de Romeinen hen aan als Picten. De Caledones waren vijanden van het Romeinse Rijk, die Brittannië voor een groot deel bezetten en het Britannia noemden.
De term Caledones is waarschijnlijk afkomstig uit het Keltisch Brits. Caled, gehard, met het Keltische ‘geweldig’ achtervoegsel, waardoor je zoiets als caledonos krijgt, betekent dan geweldig, geharde persoon, en Caledoni betekent dan Geweldig, gehard volk. Maar Caledones kan ook zijn afgeleid van het Brits-Keltische Calet-donia, wat hetzelfde betekent. Een alternatief is dat het uit het Goidelisch komt, van het woord coille, bos, waardoor Caledones dus zoiets zou betekenen als volk van het bos.
De Caledones bouwden heuvelforten en leefden als boeren van het land, zoals vele Keltische stammen in Engeland. Ze versloegen de Romeinen een aantal keer, net zoals de Romeinen de Caledones ook een aantal keer versloegen. De Romeinen bezetten Caledonia nooit volledig, hoewel ze het wel enkele keren geprobeerd hebben. Alle verdere informatie die we hebben over de Caledones komt van hun Romeinse vijand, waardoor het vinden van onpartijdige informatie misschien een obstakel vormt.

## Geschiedenis vanuit Romeins perspectief
Rond 83 of 84 n.Chr. werden de Caledones, geleid door Calgacus, verslagen door Gnaeus Julius Agricola bij Mons Graupius, een gebeurtenis die is opgeschreven door Tacitus. Tacitus vermijdt de termen monarch of koning om Calgacus te beschrijven, waardoor het niet duidelijk is of de Caledones centraal leiderschap hadden, of dat elke stam zijn eigen stamhoofd had, en dat Calgacus slechts tot opperbevelhebber gekozen was. Tacitus beschrijft de Caledones als woeste mannen met lang, rood haar.
In 180 n.Chr. namen de Caledones deel aan een invasie van Britannia, waarbij ze de Muur van Hadrianus doorbraken en het gebied in de daaropvolgende jaren herhaaldelijk terroriseerden, waarna ze een vredesverdrag tekenden met de Romeinse gouverneur, Ulpius Marcellus. Dit geeft wel aan dat de Caledones in staat waren om formele overeenkomsten te maken, hoewel ze waarschijnlijk verdeeld waren over verschillende stammen. Romeinse historici gebruiken het woord "Caledonius" niet alleen om de Caledones zelf aan te duiden, maar eigenlijk gewoon alle stammen boven de Hadriaanse muur.
Cassius Dio schrijft rond 197 n.Chr. dat de Caledones bijdroegen aan een invasie van de Maeatae en de Brigantes binnen Romeinse grenzen. Waarschijnlijk was dat een reactie op het feit dat Clodius Albinus een aantal garnizoenen van de Muur van Hadrianus had weggehaald. Zelf zegt Clodius Albinus dat de Caledones simpelweg hun overeenkomst verbraken. Virius Lupus, die het commando kreeg over de campagne om controle in de regio te herstellen, nadat Albinus verslagen was, betaalde de Maeatae voor vrede, in plaats van tegen ze te vechten.
De Caledones worden opnieuw genoemd in 209 n.Chr. Cassius Dio schrijft dat de Caledones zich over zouden hebben gegeven aan keizer Septimius Severus, nadat hij persoonlijk een campagne ten noorden van de Hadriaanse Muur had geleid, waarschijnlijk in een zoektocht naar militaire roem. Alleen het eind van de campagne, waarbij de Caledones gebied aan de Romeinen moesten afstaan, is beschreven. De Caledones zouden rond 50.000 slachtoffers bij de Romeinen hebben veroorzaakt, door niet-conventionele tactieken zoals guerrillaoorlog toe te passen. Moderne historici opperen dat het Severus niet zozeer ging om een beslissende veldslag tegen de Caledones uit te lokken, maar om hun akkers en landerijen te verwoesten, waardoor de Caledones om zouden komen door hongersnood.
Tegen 210 n.Chr. hadden de Caledones echter hun alliantie met de Maeatae hersteld, waarna de alliantie Britannica opnieuw binnen viel. Severus stuurde zijn zoon Caracalla op een strafexpeditie, met de bedoeling dat hij alle stammen die hij tegen zou komen moest afslachten. Severus bereidde zich ondertussen voor op een volledige verovering van Caledonia, maar hij was ziek geworden. Hij overleed te Eboracum (het huidige York) in 211 n.Chr. Caracalla probeerde het commando over het rijk over te nemen, maar aangezien de troepen in het zuiden hem niet als keizer accepteerden, sloot hij vrede met de Caledones en trok hij zich terug naar het zuiden. De Caledones verdreven de overgebleven Romeinen van hun grondgebied.

## Uiterlijk en Woonplek
Tacitus beschrijft de Caledones als ruige mannen met lange, rode haren. Volgens Tacitus waren ze van Germaanse afkomst. De Caledones bouwden heuvelforten, die niet zo groot waren als in het zuiden, en waarschijnlijk ook niet constant bewoond. De Caledones leefden namelijk in dorpen die verspreid over Caledonia lagen. Wanneer de Romeinen binnenvielen, verschansten de dorpelingen zich in versterkte hoeves en heuvelforten. Uiteindelijk, tegen het eind van de 2e eeuw n.Chr., verlieten de Caledones de heuvelforten, waarschijnlijk omdat het nut van heuvelforten afnam om dat door een dalend bevolkingsaantal, alle mensen op de akkers nodig waren.